# Kurnatowszczyzna
Kurnatowszczyzna – kolonia w Polsce położona w województwie podlaskim, w powiecie sokólskim, w gminie Sidra.
W latach 1975–1998 miejscowość należała administracyjnie do województwa białostockiego. 
Kolonia powstała w 1832 roku przez wydzielenie części gruntów z majątku Andrzejewo. Jej pierwszym właścicielem był Józef Dobrogost Kurnatowski, od którego nazwiska pochodzi nazwa osady. Wybudował on dwór i urządził ogród z sadem i sadzawkami. Do II wojny światowej, podczas której część budynków spłonęła, majątek był własnością potomków Kurnatowskiego. 
W 1944 pozostałą z pożaru część zabudowań dworskich zasiedlili dawni fornale. Większość ogrodu i sadu zamieniono na pola i pastwiska i do lat 80. XX wieku istniały tylko niewielkie pozostałości dawnych założeń.